# Ibihwa
Ibihwa è una circoscrizione rurale (rural ward) della Tanzania situata nel distretto di Bahi, regione di Dodoma. Conta una popolazione di 15 118 abitanti (censimento 2022).